# 둥다주룽후캠퍼스역
둥다주룽후캠퍼스역은 2015년에 개통한 중국의 철도역이다.

## 역 주변
- 둥난대학 주룽후캠퍼스